# Alfonso Sanseverino Vimercati
Alfonso Sanseverino Vimercati, conte di Castel Palazzo (Milano, 28 gennaio 1836 – Milano, 31 marzo 1907), è stato un nobile, politico, ingegnere e prefetto italiano.

## Biografia
Era figlio di Faustino Vimercati Sanseverino, anche egli senatore, e di sua moglie Franziska Seraphina von Porcia, figlia del principe friulano Alphons Gabriel. Laureato in ingegneria presso l'Università di Pavia, divenne Conte di Castel Palazzo, in seguito sposò Giulia Tarsis dalla quale ebbe due figli Roberto e Laura.
La madre, Francesca di Porcia, era figlia di Alfonso di Porcia, consigliere intimo dell'imperatore d'Austria. Amica della contessa Clara Maffei e membro del suo salotto, frequentò Parigi dove conobbe anche Honoré de Balzac. Alla morte del padre nel 1878, Alfonso ereditò dal padre i terreni, i palazzi, e titolo comitale, concesso dal doge di Venezia nel 1577.

### Carriera
Ricoprì vari incarichi nelle istituzioni del Regno d'Italia, dapprima consigliere comunale al Comune di Milano, dal 1873 al 1879 (gli ultimi due anni anche assessore), poi venne nominato prefetto della città di Napoli per 8 anni, dal 1881 al 1888.
Fu senatore del Regno d'Italia nella XIII legislatura, è stato inoltre presidente della Società per le Strade Ferrate del Mediterraneo e di Banca Popolare di Milano tra il 1892 e il 1895, ha poi fondato e presieduto la neonata Banca Commerciale Italiana dal 10 ottobre 1894 al 31 marzo 1907. Fu anche fondatore del Corriere di Milano.

## Opere

Brevi cenni intorno alla estrazione delle acque sotterranee secondo il sistema Calandra, 1870

- Brevi cenni intorno alla estrazione delle acque sotterranee secondo il sistema Calandra, Milano, Tipografia Guglielmini, 1870.

## Albero genealogico
|                                                  |                                 |                               | Genitori                                  |  |  | Nonni |  |  | Bisnonni |  |  | Trisnonni |  |
|                                                  |                                 |                               |                                           |  |  |       |  |  |          |  |  |           |  |
|                                                  |                                 |                               |                                           |  |  |       |  |  |          |  |  |           |  |
|                                                  |                                 |                               |                                           |  |  |       |  |  |          |  |  |           |  |
| Marco Antonio Sanseverino Vimercati              |                                 |                               |                                           |  |  |       |  |  |          |  |  |           |  |
|                                                  |                                 |                               |                                           |  |  |       |  |  |          |  |  |           |  |
|                                                  |                                 |                               |                                           |  |  |       |  |  |          |  |  |           |  |
|                                                  |                                 |                               |                                           |  |  |       |  |  |          |  |  |           |  |
| Faustino Sanseverino Vimercati                   |                                 |                               |                                           |  |  |       |  |  |          |  |  |           |  |
|                                                  |                                 |                               |                                           |  |  |       |  |  |          |  |  |           |  |
|                                                  |                                 |                               |                                           |  |  |       |  |  |          |  |  |           |  |
|                                                  |                                 |                               |                                           |  |  |       |  |  |          |  |  |           |  |
| Pisana Barzizza                                  |                                 |                               |                                           |  |  |       |  |  |          |  |  |           |  |
|                                                  |                                 |                               |                                           |  |  |       |  |  |          |  |  |           |  |
|                                                  |                                 |                               |                                           |  |  |       |  |  |          |  |  |           |  |
|                                                  |                                 |                               |                                           |  |  |       |  |  |          |  |  |           |  |
| Alfonso Sanseverino Vimercati                    |                                 |                               |                                           |  |  |       |  |  |          |  |  |           |  |
|                                                  | Alphons Anton Ambros von Porcia | Germanicus Cesar von Porcia   |                                           |  |  |       |  |  |          |  |  |           |  |
|                                                  | Alphons Anton Ambros von Porcia | Germanicus Cesar von Porcia   |                                           |  |  |       |  |  |          |  |  |           |  |
|                                                  | Alphons Anton Ambros von Porcia | Cassandra Augusta Piazzoni    |                                           |  |  |       |  |  |          |  |  |           |  |
| Alphons Gabriel von Porcia, X principe di Porcia | Alphons Anton Ambros von Porcia |                               |                                           |  |  |       |  |  |          |  |  |           |  |
|                                                  |                                 | Leopoldine von Attems         | Ferdinand Joseph von Attems               |  |  |       |  |  |          |  |  |           |  |
|                                                  |                                 | Leopoldine von Attems         | Ferdinand Joseph von Attems               |  |  |       |  |  |          |  |  |           |  |
|                                                  |                                 | Leopoldine von Attems         | Aurora Clorinda von Strassoldo-Soffumberg |  |  |       |  |  |          |  |  |           |  |
| Franziska Seraphina von Porcia                   |                                 | Leopoldine von Attems         |                                           |  |  |       |  |  |          |  |  |           |  |
|                                                  |                                 | Johannes Ferdinand von Porcia | Alphons Anton von Porcia                  |  |  |       |  |  |          |  |  |           |  |
|                                                  |                                 | Johannes Ferdinand von Porcia | Alphons Anton von Porcia                  |  |  |       |  |  |          |  |  |           |  |
|                                                  |                                 | Johannes Ferdinand von Porcia | Leopoldine von Attems                     |  |  |       |  |  |          |  |  |           |  |
| Theresia von Porcia                              |                                 | Johannes Ferdinand von Porcia |                                           |  |  |       |  |  |          |  |  |           |  |
|                                                  |                                 | Félicité Scerimar             |                                           |  |  |       |  |  |          |  |  |           |  |
|                                                  |                                 |                               |                                           |  |  |       |  |  |          |  |  |           |  |
|                                                  |                                 |                               |                                           |  |  |       |  |  |          |  |  |           |  |
|                                                  |                                 |                               |                                           |  |  |       |  |  |          |  |  |           |  |